# Przywódcy Białorusi

## Białoruska Republika Ludowa(1918–1920)
| #                                                  | Imię i Nazwisko               | Portret | Kadencja        | Kadencja        | Partia polityczna | Partia polityczna |
| #                                                  | Imię i Nazwisko               | Portret | Od              | Do              | Partia polityczna | Partia polityczna |
| -------------------------------------------------- | ----------------------------- | ------- | --------------- | --------------- | ----------------- | ----------------- |
| Przewodniczący Rady Białoruskiej Republiki Ludowej |                               |         |                 |                 |                   |                   |
| 1                                                  | Iwan Sierada (1879 – po 1943) |         | 9 marca 1918    | 14 maja 1918    |                   | BSH               |
| 2                                                  | Jazep Losik (1883–1940)       |         | 14 maja 1918    | 10 grudnia 1919 |                   | BPSD              |
| 3                                                  | Piotr Kraczeuski (1879–1928)  |         | 13 grudnia 1919 | 4 lutego 1920   |                   | BPS-F             |

## Białoruska Republika Ludowa– rząd na emigracji (1920 – obecnie)
| Przewodniczący Rady Białoruskiej Republiki Ludowej |                                      |  |                   |                   |
| (3)                                                | Piotr Kraczeuski (1879–1928)         |  | 4 lutego 1920     | 8 marca 1928      |
| 4                                                  | Wasil Zacharka (1877–1943)           |  | 8 marca 1928      | 6 marca 1943      |
| 5                                                  | Mikoła Abramczyk (1903–1970)         |  | 6 marca 1943      | 29 maja 1970      |
| 6                                                  | Wincent Żuk-Hryszkiewicz (1903–1989) |  | 29 maja 1970      | 27 listopada 1982 |
| 7                                                  | Józef Sażycz (1917–2007)             |  | 27 listopada 1982 | 31 sierpnia 1997  |
| 8                                                  | Iwonka Surwiłła (ur. 1936)           |  | 31 sierpnia 1997  | nadal             |

## Republika Białorusi (od 1991)
- tymczasowo

| #                              | Imię i Nazwisko                    | Portret | Kadencja         | Kadencja         | Partia polityczna | Partia polityczna |
| #                              | Imię i Nazwisko                    | Portret | Od               | Do               | Partia polityczna | Partia polityczna |
| ------------------------------ | ---------------------------------- | ------- | ---------------- | ---------------- | ----------------- | ----------------- |
| Przewodniczący Rady Najwyższej |                                    |         |                  |                  |                   |                   |
| 1                              | Stanisłau Szuszkiewicz (1934–2022) |         | 25 sierpnia 1991 | 26 stycznia 1994 |                   | Bezpartyjny       |
| –                              | Wiaczasłau Kuzniacou (ur. 1947)    |         | 26 stycznia 1994 | 28 stycznia 1994 |                   | Bezpartyjny       |
| 2                              | Mieczysłau Hryb (ur. 1938)         |         | 28 stycznia 1994 | 20 lipca 1994    |                   | Bezpartyjny       |
| Prezydent                      |                                    |         |                  |                  |                   |                   |
| 1                              | Alaksandr Łukaszenka (ur. 1954)    |         | 20 lipca 1994    | nadal            |                   | Bezpartyjny       |